# Ouori (Lankoué)
Pour les articles homonymes, voir Ouori.
Ouori est une commune située dans le département de Lankoué de la province du Sourou au Burkina Faso.